# Vilho Väisälä
Vilho Väisälä, původním příjmením Weisell, (28. září 1889 Kontiolahti – 12. srpna 1969 Helsinky) byl finský geofyzik, meteorolog a vynálezce. 

## Životopis
Vystudoval matematiku a fyziku na Helsinské univerzitě, v roce 1917 získal doktorát za pojednání Ensimmäisen lajin elliptisen integralin käänteisfunktion yksikäsitteisyys, které bylo první matematickou dizertační prací napsanou ve finštině. Pracoval pro Finský meteorologický ústav a zabýval se výzkumem troposféry. Pobýval také v Norsku, kde spolupracoval s Vilhelmem Bjerknesem. Po vzoru Pavla Alexandroviče Molčanova se věnoval vývoji aerologických radiosond. V roce 1936 založil firmu Vaisala Oyj, která vyrábí měřicí přístroje. Po něm a Davidu Bruntovi dostala název Brunt-Väisälova frekvence. V roce 1948 získal profesuru na Helsinské univerzitě.
Byl esperantistou a podílel se na organizaci Světového kongresu esperanta v roce 1969 v Helsinkách. 
Získal Řád bílé růže a byl po něm pojmenován asteroid (2803) Vilho. Finská akademie věd na jeho počest uděluje Väisälovu cenu.
Jeho bratry byli matematik Kalle Väisälä a astronom Yrjö Väisälä.